# Jézus szíve kápolna (Székelyudvarhely)
A székelyudvarhelyi Jézus-kápolna, műemlékké nyilvánított épület Romániában, Hargita megyében. A romániai műemlékek jegyzékében a HR-II-a-A-12893 sorszámon szerepel. A köztudatban Jézus szíve kápolna-ként is ismeretes, de ez az elnevezés téves. 

## Története
A Jézus-kápolna a 16. században épült, négyzet alakú, kazettás mennyezete 1677-ben készült. Védőfala valószínűleg 1771-ben épült.

Az 1600-as évekből – jelenlegi tudásunk szerint – három dokumentumban történik említés a Jézus-kápolnáról. A legelső történeti forrás 1613-ból való egy udvarhelyi húsvéti körmenet leírásában. „1613. husvet 1-ső napján Boldizsár György imádkoztató egy száraz fenyőfából könnyű keresztet csináltatott (…), hogy a (…) Jézus kápolnájához menjenek (…).”

## Leírása

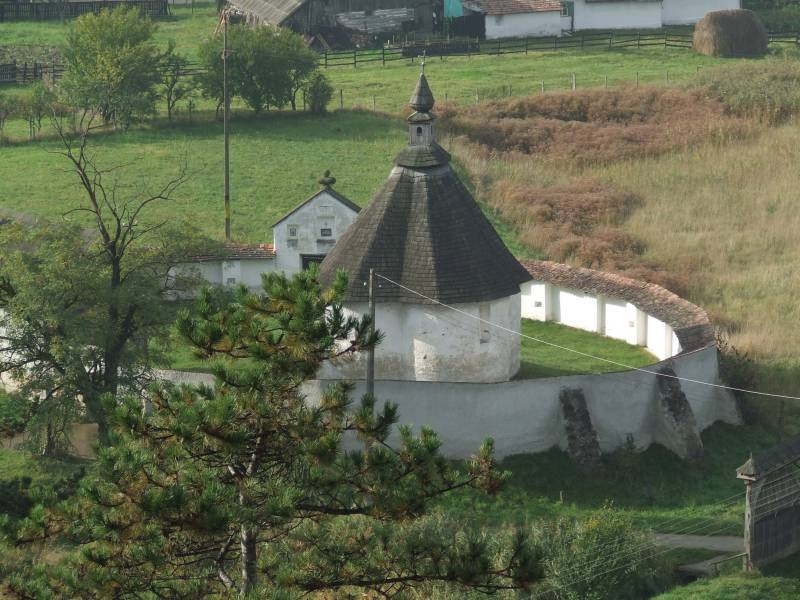
A kápolna

Székelyudvarhely déli bejáratánál, a Szálvátor-hegy (Köszörűkő) végződésében, a Nagy-patak völgye alsó szakaszán, az egykori Gyárosfalva területén, a gyógyító források közelében egy kis imaház, védőfallal körülvett templomocska húzódik meg. Ez a Jézus-kápolna vagy más néven Jézus szíve kápolna, Szentszív-kápolna. Lakatos István 1702-ben „Jézus házának nevezett Jézus neve kápolnaként” említi. Építési idejéről az oklevelek hallgatnak. A késő román, azaz a 13. századinak számított, négykaréjos kápolna (karéjos-centrális templom) korai datálása körül kétségek merültek fel Mariana Beldie archeológus részéről, aki ásatásai eredményeképpen (1973) úgy véli, hogy az 1561-ben veretett ezüstpénz alapján ezt a kápolnát (rotundát) a 16. század második felében építették. A művészettörténeti kutatások többsége a kápolna építését a 13. századra helyezik, s így a Jézus-kápolna Székelyudvarhely legrégebbi építészeti műemléke. Hasonló típusú kápolnák (rotundák) épültek Gyergyószentmiklóson (Szent Anna-kápolna), Kézdiszentléleken Perkő nevű magaslaton fekvő Szent István-kápolna, Székelyszáldoboson a kápolnarom.
A téglapadlós belső teret négy méter magasságban elhelyezett festett kazettás mennyezet fedi, amely az 1677-es évszámú eredeti mennyezet e századi, kevésbé sikerült másolata. Az eredeti kazettás mennyezetet 1903-ban távolították el. A kazetták mintakincse nagyon hasonlít az 1670-ből való felsőboldogfalvi templom mennyezetéhez, amely Szombatfalvi Asztalos András és János munkája. A Jézus-kápolnát szép vonalú zsindelytető fedi, amelyen a magasított toronysisak is jól érvényesül. A kápolnát kőkerítés övezi, amelynek déli oldalán levő díszesebb és nagyobb bejárata feletti háromszögű oromzatát három egyenes záródású vakfülke díszíti, az oromzat búbját pedig homokkő-bubából (konkrécióból) kialakított kereszt koronázza. A körfal mai bejárata fölött az 1771-es évszám látható.

## Külső hivatkozások
- Tófalvi Péter: A székelyudvarhelyi Jézus kápolna